# Michail Iwanowitsch Tereschtschenko

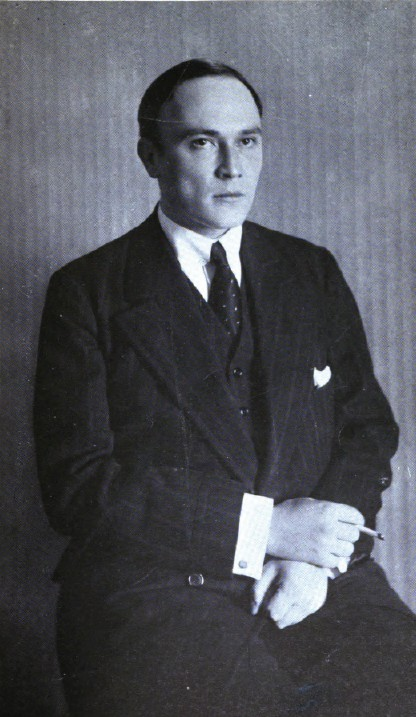
Michail Tereschtschenko vor 1919

Michail Iwanowitsch Tereschtschenko (russisch Михаил Иванович Терещенко, ukrainisch Михайло Іванович Терещенко Mychajlo Iwanowytsch Tereschtschenko; * 18. Märzjul. / 30. März 1886greg. in Kiew, Gouvernement Kiew, Russisches Kaiserreich; † 1. April 1956 in Monte Carlo, Monaco) war ein russischer Politiker, Großgrundbesitzer und Zuckerfabrikant ukrainischer Abstammung. 1917 war er Finanz- und Außenminister der Provisorischen Regierung Russlands.

## Familie

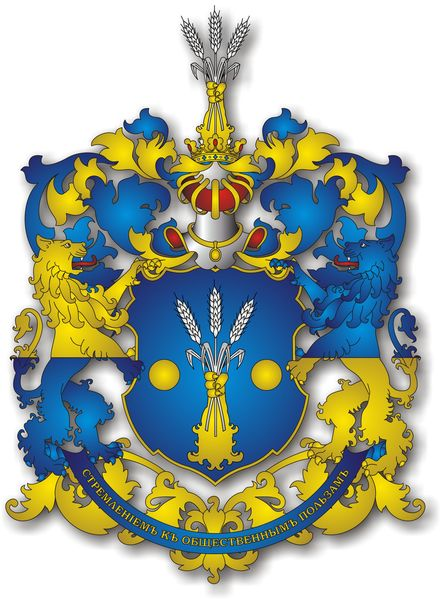
Familienwappen

Michail Tereschtschenko kam in Kiew als Sohn einer wohlhabenden, 1870 geadelten, ukrainischen Kosakenfamilie aus der Region Hluchiw zur Welt. Sein Urgroßvater Artem Tereschtschenko († 1873), der Gründer der Linie, kam während des Krimkrieges zu seinem Vermögen, indem er die Russische Armee mit Brot und Bootsholz versorgte und später Zuckerfabrikant wurde. Er und seine Söhne kauften nach der Agrarreform von 1861 zahlreiche Güter in der Ukraine und in Russland auf, sodass sie um die Jahrhundertwende im Besitz von 140.000 Dessjatinen (etwa 153.000 Hektar) Grundeigentum waren und somit zu den größten Grundbesitzern des Russischen Reiches gehörten.
Michails Großvater Mykola Tereschtschenko (1820–1903) und sein Vater Iwan (1854–1903) waren bekannte Kunstmäzene. So bildete die Kunstsammlung seines Großvaters Mykola später die Basis der ukrainischen und russischen Kunstmuseen in Kiew und sein Vater Iwan unterstützte die Kiewer Zeichenschule von Mykola Muraschko. Tereschtschenko besaß ein persönliches Vermögen von etwa 70 Millionen Rubel und somit eines der größten Vermögen des Russischen Reiches. Einer seiner Enkel ist der französisch-ukrainische Unternehmer, Mäzen und Politiker Mischel Tereschtschenko.

## Leben

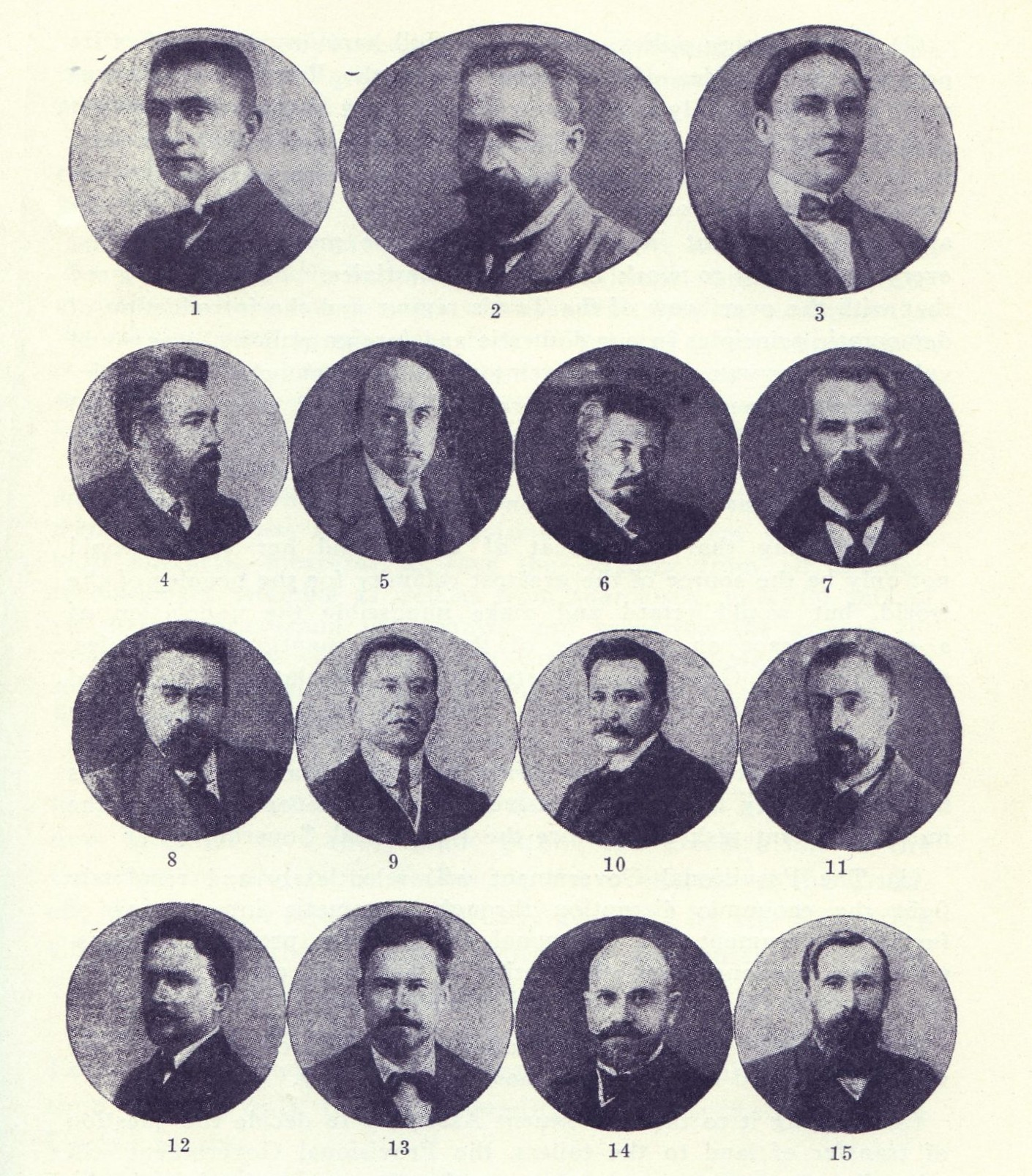
Das zweite Kabinett Lwow: In der obersten Reihe rechts Michail Tereschtschenko (Nr. 3)

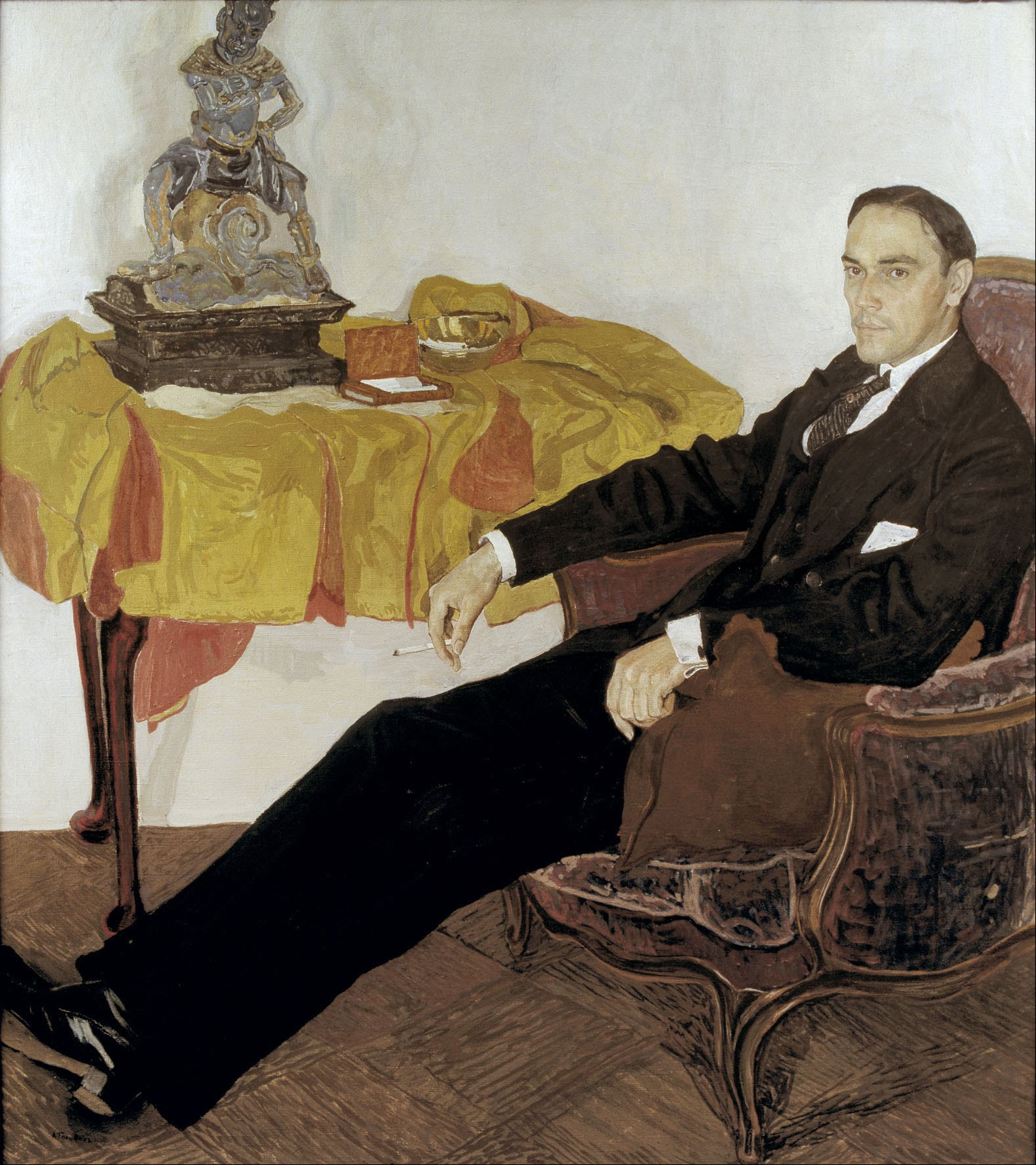
Michail Tereschtschenko von Alexander Golowin zwischen 1910 und 1914; Kunstmuseum Malmö

Michail Tereschtschenko besuchte in Kiew das Gymnasium und studierte anschließend an der Universität Leipzig, Sankt Petersburg und der Universität Moskau. Er legte 1911, nach einer externen Prüfung an der Juristischen Fakultät der Moskauer Universität, einen Abschluss in Rechtswissenschaften ab. Er sprach fließend viele Sprachen, Latein und Altgriechisch, liebte Theater, Musik, Poesie und Malerei.
Michail Tereschtschenko war Abgeordneter der Vierten Staatsduma und während des Ersten Weltkriegs war er von 1915 bis 1917 Vorsitzender des Kriegsindustrie-Komitees in Kiew. Außerdem richtete er in Kiew auf eigene Kosten Rotkreuz-Krankenhäuser ein.
In Folge der Februarrevolution von 1917 war Tereschtschenko als Parteiloser in der Ersten Regierung Lwow der Provisorischen Regierung Russlands ab dem 30. März 1917 Finanzminister. In dieser Funktion stellte er der Bevölkerung zunächst großzügige Steuerreformen in Aussicht. Innerhalb weniger Tage nach seiner Ernennung setzte er jedoch die Schuldenpolitik seines zaristischen Vorgängers, Pjotr Bark, fort und erhob zusätzlich eine große Anzahl neuer direkter Steuern.
Bereits am 18. Mai 1917 übernahm Andrei Schingarjow in der Zweiten Regierung Lwow das Amt des Finanzministers und Tereschtschenko bis zum 7. November 1917 das Amt des Außenministers. Im Juni 1917 war er in dieser Funktion, neben Alexander Kerenski, Nikolai Nekrassow und Irakli Zereteli Mitglied der Delegation der Provisorischen Regierung bei den Verhandlungen mit der ukrainischen Zentralna Rada über die Autonomie der Ukraine.
Nach der Oktoberrevolution wurde er am 26. Oktoberjul. / 8. November 1917greg. von den Bolschewiki verhaftet und in der Peter-und-Paul-Festung festgesetzt. Im Frühjahr 1918 wurde er entlassen und emigrierte nach Westeuropa, von wo aus er während des Russischen Bürgerkriegs die Weiße Bewegung unterstützte. Er lebte in Schweden, Norwegen, Frankreich und zuletzt im Monaco, wo er 1956 starb.

## Trivia
- In dem Stummfilm Oktober des Regisseurs Sergei M. Eisenstein aus dem Jahre 1928 wurde Michail Tereschtschenko von dem Schauspieler Boris Liwanow dargestellt.